# (17970) Palepu
(17970) Palepu (1999 JA48) – planetoida z pasa głównego asteroid okrążająca Słońce w ciągu 3,43 lat w średniej odległości 2,27 j.a. Odkryta 10 maja 1999 roku.